# Beaumont-du-Gâtinais
Pour les articles homonymes, voir Beaumont et Gâtinais (homonymie).
Beaumont-du-Gâtinais est une commune française située dans le département de Seine-et-Marne, en région Île-de-France.
En 2022, elle compte 1 136 habitants.

## Géographie

### Localisation
La commune de Beaumont-du-Gâtinais se trouve dans le département de Seine-et-Marne, en région Île-de-France.

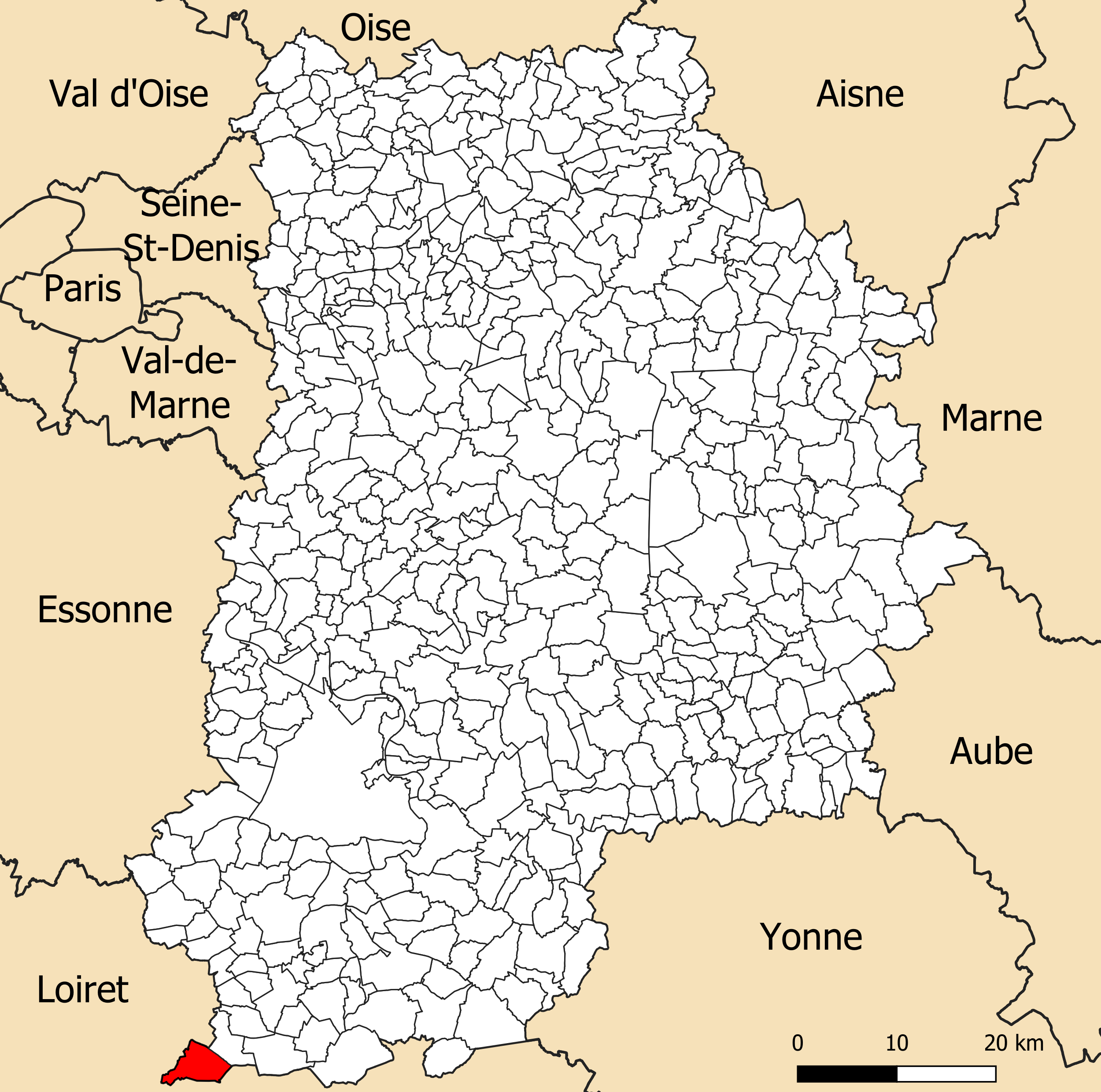
Localisation Beaumont-du-Gâtinais dans le département de Seine-et-Marne.

Elle se situe à 54,98 km par la route de Melun, préfecture du département, à 38,47 km de Fontainebleau, sous-préfecture et à 22,60 km de Nemours, bureau centralisateur du canton de Nemours dont dépend la commune depuis 2015. La commune fait en outre partie du bassin de vie de Puiseaux.
Le territoire de la commune est un saillant du département de Seine-et-Marne dans le département du Loiret à la suite du choix fait au XIXe siècle d'appartenir à la région de Nemours. C'est la commune la plus au sud de la région Île-de-France.
Le village est situé à 8 km au sud de Puiseaux (département du Loiret), à 18 km à l'ouest de Château-Landon, à 22 km au sud-ouest de Nemours et à 81 km du centre de Paris.

### Communes limitrophes

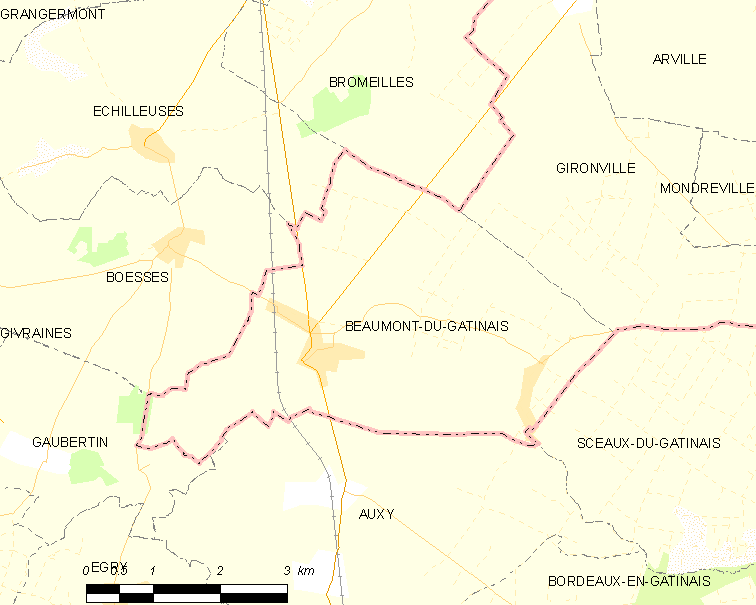
Carte des communes limitrophes de Beaumont-du-Gâtinais.

Les communes les plus proches sont : 
Auxy (2,1 km), Boësses (2,6 km), Échilleuses (3,9 km), Gaubertin (4,4 km), Égry (4,9 km), Bromeilles (5,6 km), Bordeaux-en-Gâtinais (5,7 km), Barville-en-Gâtinais (6,2 km).
| Échilleuses (Loiret) Boësses (Loiret) | Bromeilles (Loiret)  | Gironville                  |
|                                       | Beaumont-du-Gâtinais |                             |
| Gaubertin (Loiret)                    | Auxy (Loiret)        | Sceaux-du-Gâtinais (Loiret) |

### Géologie et relief
Le territoire de la commune se situe dans le sud du Bassin parisien, plus précisément au nord de la région naturelle du Gâtinais.
L'altitude varie de 83 mètres à 114 mètres pour le point le plus haut, le centre du bourg se situant à environ 90 mètres d'altitude (mairie).
Géologiquement intégré au bassin parisien, qui est une région géologique sédimentaire, l'ensemble des terrains affleurants de la commune sont issus de l'ère géologique Cénozoïque (des périodes géologiques s'étageant du Paléogène au Quaternaire),.

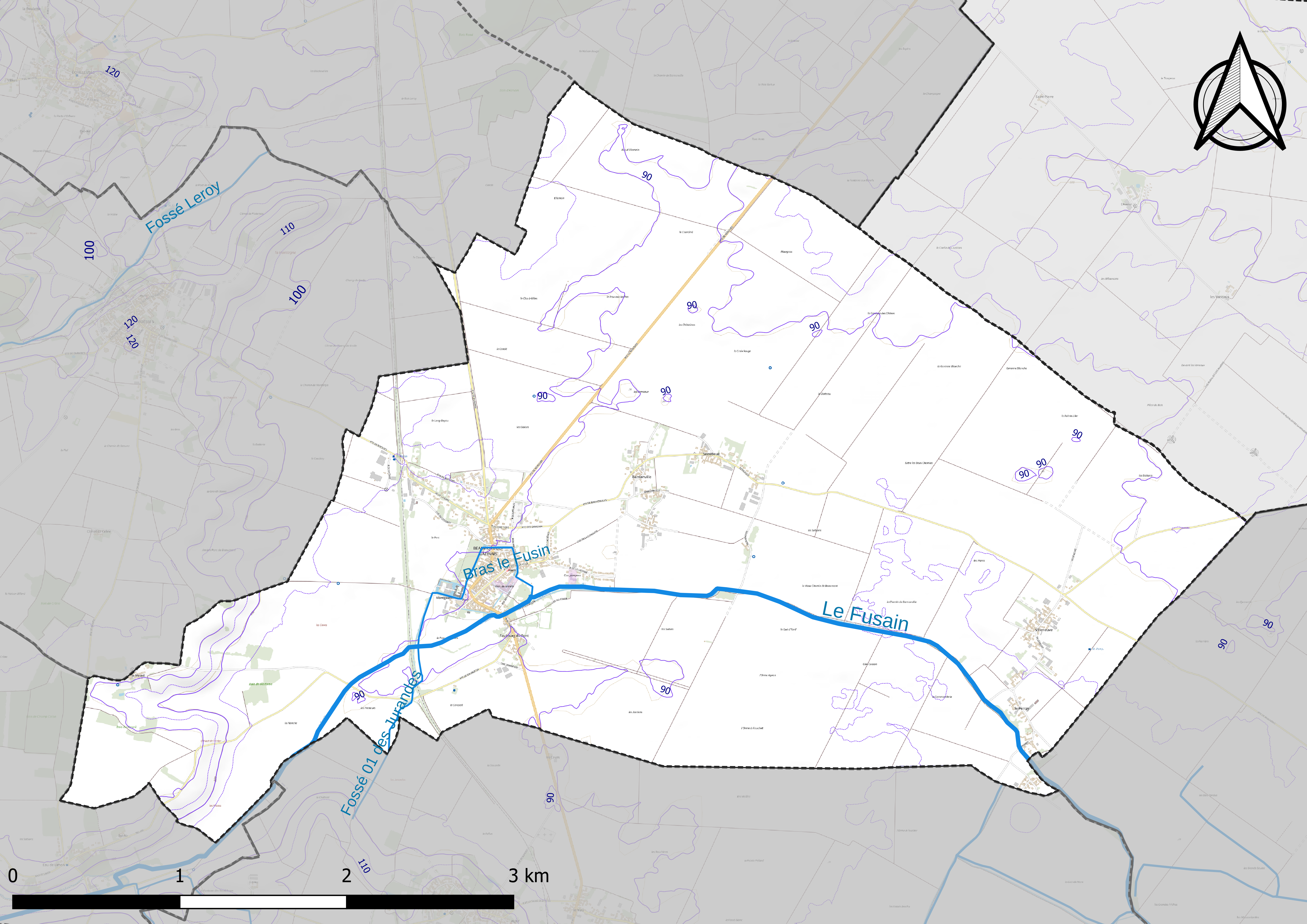
Carte du relief de Beaumont-du-Gâtinais.
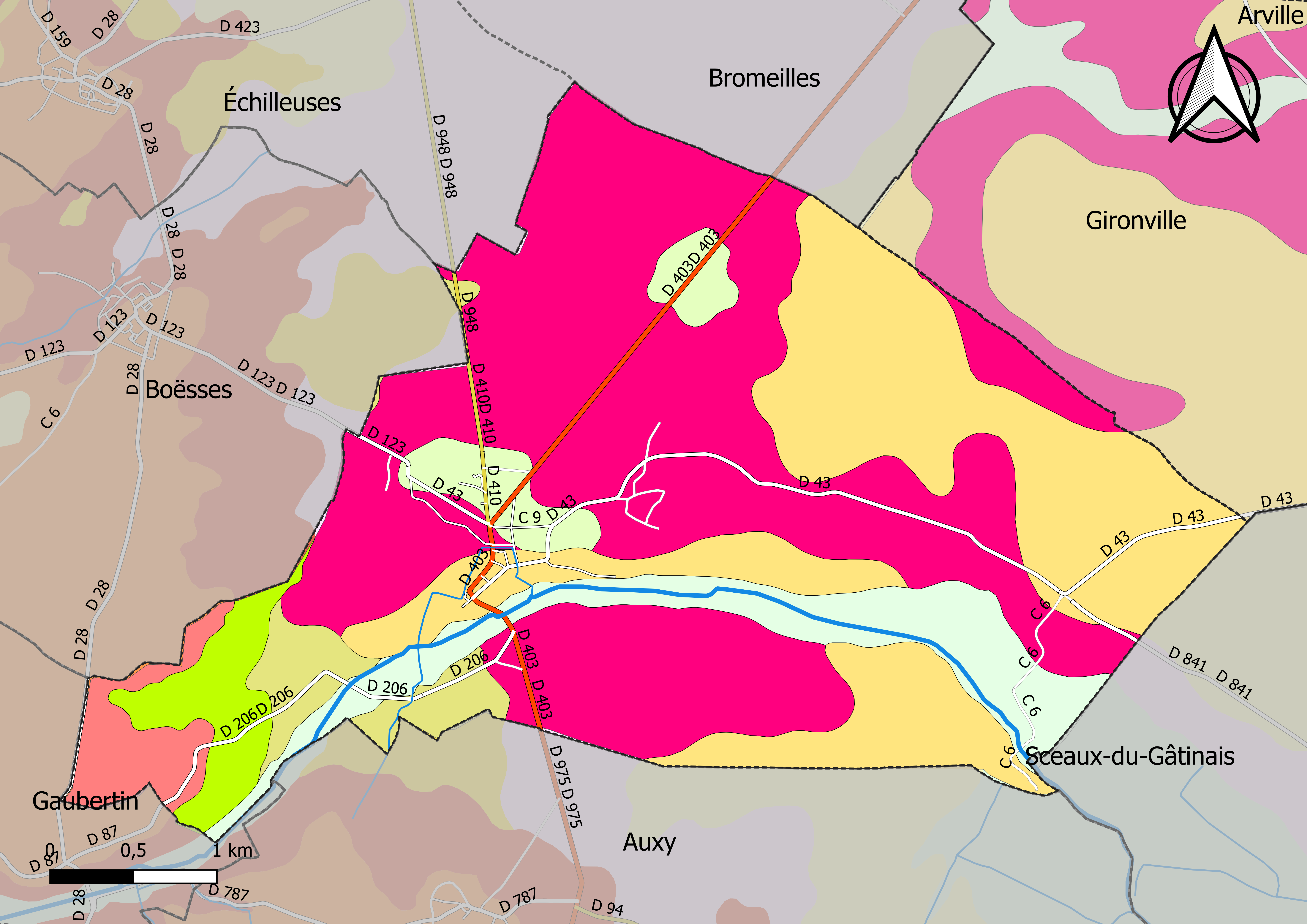
Carte géologique vectorisée et harmonisée de Beaumont-du-Gâtinais.

|  | CE : | Colluvions polygéniques éboulis.                                  |
|  | LP : | Limon des plateaux de composition argilo-marneuse.                |
|  | Fz : | Alluvions récentes : limons, argiles, sables, tourbes localement. |

|  | m1CPi : | Calcaire de Beauce, Calcaire de Pithiviers (Loiret).                 |
|  | m1MG :  | Molasse du Gâtinais, marnes vertes de Neuville-sur-Essonne (Loiret). |

|  | g1ME : | Faciès marneux du Calcaire d'Étampes.                         |
|  | g1CE : | Calcaire d'Étampes, meulières, marnes, calcaires du Gâtinais. |

La commune est classée en zone de sismicité 1, correspondant à une sismicité très faible.

### Hydrographie

#### Réseau hydrographique

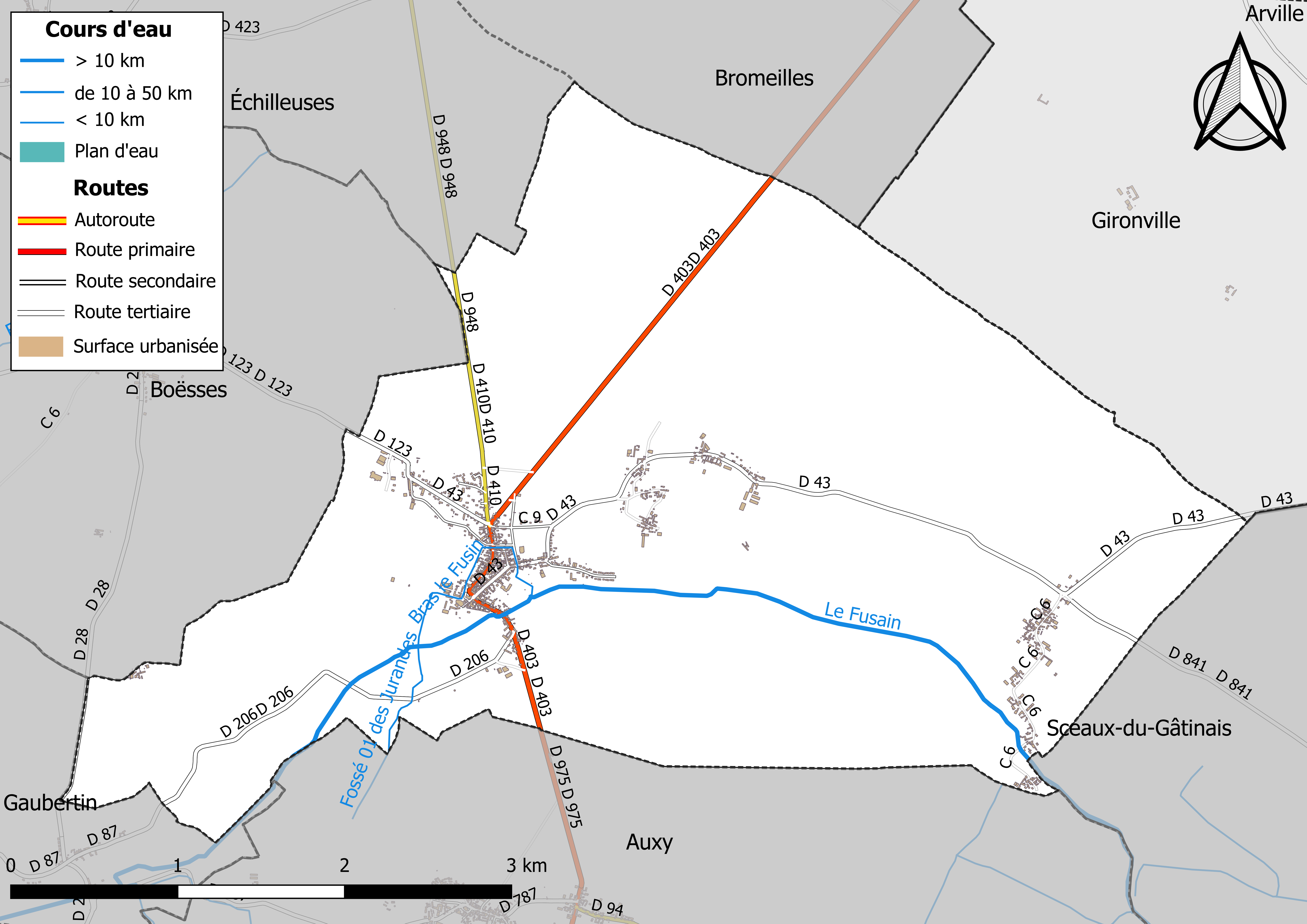
Carte des réseaux hydrographique et routier de Beaumont-du-Gâtinais.

Le réseau hydrographique de la commune se compose de trois cours d'eau référencés :
- le Fusain, 34,40 km[9], affluent en rive gauche du Loing, ainsi que :
  - un bras de 1,41 km[10] ;
  - le fossé 01 des Jurandes, 1,20 km[11], affluent du Fusain.

La longueur totale des cours d'eau sur la commune est de 7,51 km.

#### Gestion des cours d'eau
Afin d’atteindre le bon état des eaux imposé par la Directive-cadre sur l'eau du 23 octobre 2000, plusieurs outils de gestion intégrée s’articulent à différentes échelles : le SDAGE, à l’échelle du bassin hydrographique, et le SAGE, à l’échelle locale. Ce dernier fixe les objectifs généraux d’utilisation, de mise en valeur et de protection quantitative et qualitative des ressources en eau superficielle et souterraine. Le département de Seine-et-Marne est couvert par six SAGE, au sein du bassin Seine-Normandie.
La commune fait partie du SAGE « Nappe de Beauce et milieux aquatiques associés », approuvé le 11 juin 2013. Le territoire de ce SAGE couvre deux régions, six départements et compte 681 communes, pour une superficie de 9 722 km2. Le pilotage et l’animation du SAGE sont assurés par le Syndicat mixte du pays Beauce Gâtinais en Pithiverais, qualifié de « structure porteuse ».

### Climat
Pour des articles plus généraux, voir Climat de l'Île-de-France et Climat de Seine-et-Marne.
En 2010, le climat de la commune est de type climat océanique dégradé des plaines du Centre et du Nord, selon une étude du CNRS s'appuyant sur une série de données couvrant la période 1971-2000. En 2020, Météo-France publie une typologie des climats de la France métropolitaine dans laquelle la commune est exposée à un climat océanique altéré et est dans la région climatique Sud-ouest du bassin Parisien, caractérisée par une faible pluviométrie, notamment au printemps (120 à 150 mm) et un hiver froid (3,5 °C).
Pour la période 1971-2000, la température annuelle moyenne est de 10,9 °C, avec une amplitude thermique annuelle de 15,5 °C. Le cumul annuel moyen de précipitations est de 666 mm, avec 10,8 jours de précipitations en janvier et 7,4 jours en juillet. Pour la période 1991-2020, la température moyenne annuelle observée sur la station météorologique la plus proche, située sur la commune de Ladon à 16 km à vol d'oiseau, est de 11,7 °C et le cumul annuel moyen de précipitations est de 685,3 mm,. Pour l'avenir, les paramètres climatiques de la commune estimés pour 2050 selon différents scénarios d'émission de gaz à effet de serre sont consultables sur un site dédié publié par Météo-France en novembre 2022.

### Milieux naturels et biodiversité
Aucun espace naturel présentant un intérêt patrimonial n'est recensé sur la commune dans l'inventaire national du patrimoine naturel,,.

## Urbanisme

### Typologie
Au 1er janvier 2024, Beaumont-du-Gâtinais est catégorisée commune rurale à habitat dispersé, selon la nouvelle grille communale de densité à sept niveaux définie par l'Insee en 2022.
Elle est située hors unité urbaine. Par ailleurs la commune fait partie de l'aire d'attraction de Paris, dont elle est une commune de la couronne,. Cette aire regroupe 1 929 communes,.

### Occupation des sols
L'occupation des sols de la commune, telle qu'elle ressort de la base de données européenne d’occupation biophysique des sols Corine Land Cover (CLC), est marquée par l'importance des territoires agricoles (94,5 % en 2018), une proportion sensiblement équivalente à celle de 1990 (95,2 %). La répartition détaillée en 2018 est la suivante : 
terres arables (94,47 %), zones urbanisées (5,47 %), forêts (0,06 %).
| Type d’occupation | 1990        | 1990    | 2018        | 2018    | Bilan     |
| --- | ----------- | ------- | ----------- | ------- | --------- |
| Territoires artificialisés (zones urbanisées, zones industrielles ou commerciales et réseaux de communication, mines, décharges et chantiers, espaces verts artificialisés ou non agricoles) | 78,83 ha    | 4,75 %  | 90,78 ha    | 5,47 %  | 11,95 ha  |
| Territoires agricoles (terres arables, cultures permanentes, prairies, zones agricoles hétérogènes)                                                                                          | 1 579,95 ha | 95,19 % | 1 568,00 ha | 94,47 % | −11,95 ha |
| Forêts et milieux semi-naturels (forêts, milieux à végétation arbustive et/ou herbacée, espaces ouverts sans ou avec peu de végétation)                                                      | 1,01 ha     | 0,06 %  | 1,01 ha     | 0,06 %  | 0 ha      |

Parallèlement, L'Institut Paris Région, agence d'urbanisme de la région Île-de-France, a mis en place un inventaire numérique de l'occupation du sol de l'Île-de-France, dénommé le MOS (Mode d'occupation du sol), actualisé régulièrement depuis sa première édition en 1982. Réalisé à partir de photos aériennes, le Mos distingue les espaces naturels, agricoles et forestiers mais aussi les espaces urbains (habitat, infrastructures, équipements, activités économiques, etc.) selon une classification pouvant aller jusqu'à 81 postes, différente de celle de Corine Land Cover,,. L'Institut met également à disposition des outils permettant de visualiser par photo aérienne l'évolution de l'occupation des sols de la commune entre 1949 et 2018.

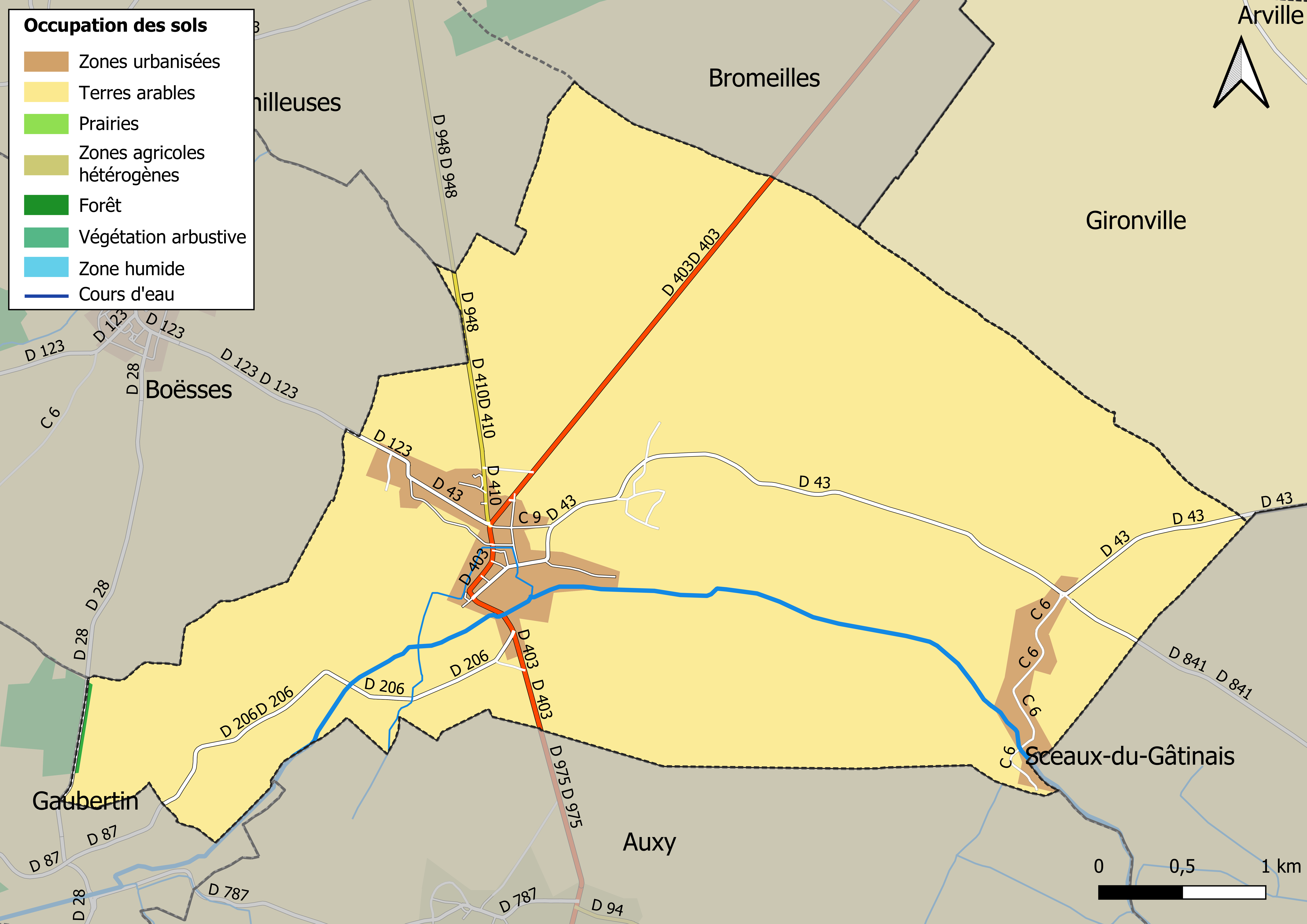
Carte des infrastructures et de l'occupation des sols en 2018 (CLC) de la commune.
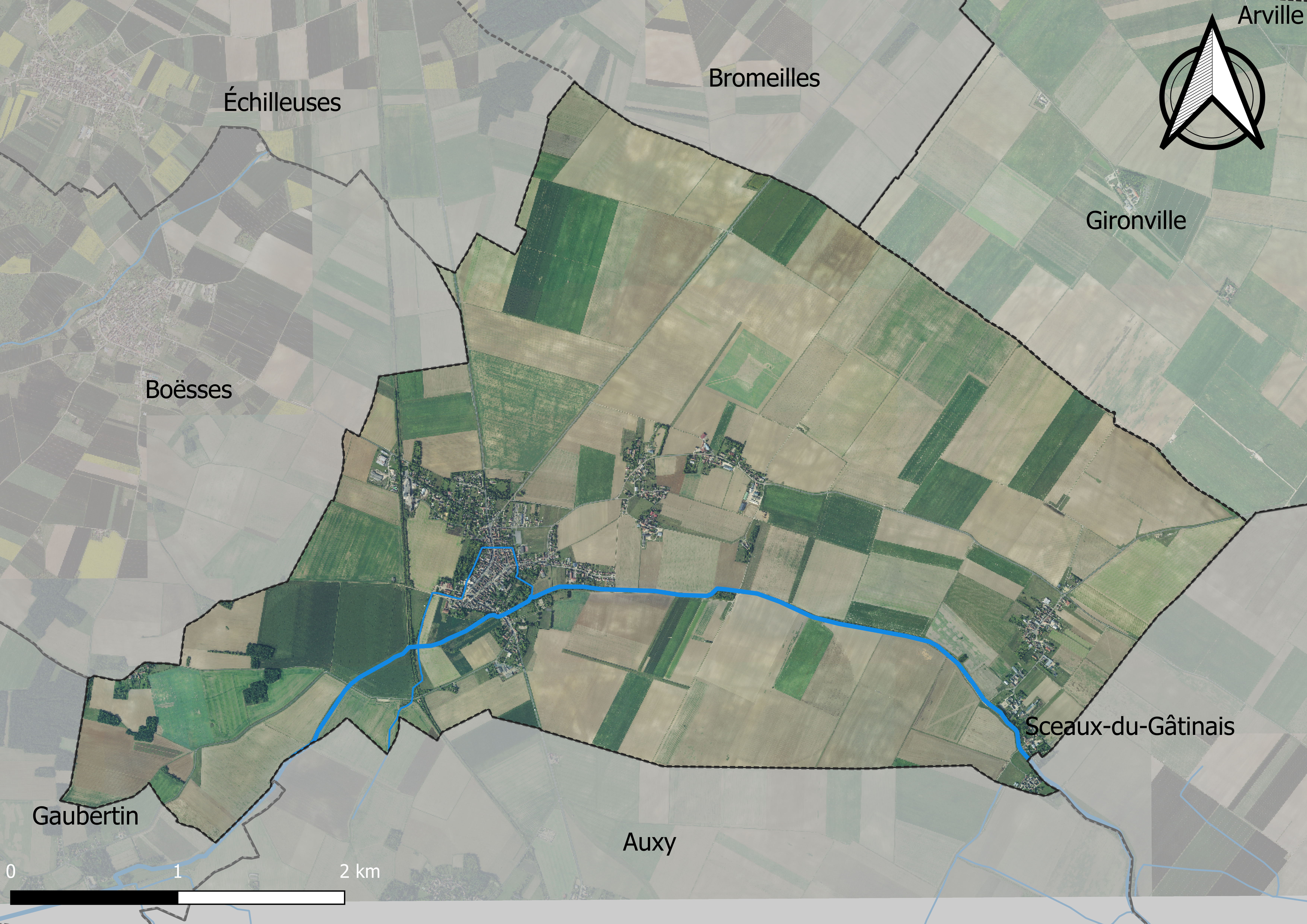
Carte orhophotogrammétrique de la commune.

### Planification
La loi SRU du 13 décembre 2000 a incité les communes à se regrouper au sein d’un établissement public, pour déterminer les partis d’aménagement de l’espace au sein d’un SCoT, un document d’orientation stratégique des politiques publiques à une grande échelle et à un horizon de 20 ans et s'imposant aux documents d'urbanisme locaux, les PLU (Plan local d'urbanisme). La commune est dans le territoire du SCOT Nemours Gâtinais, approuvé le 5 juin 2015 et porté par le syndicat mixte d’études et de programmation (SMEP) Nemours-Gâtinais.
La commune, en 2019, avait engagé l'élaboration d'un plan local d'urbanisme.

### Lieux-dits, écarts et quartiers

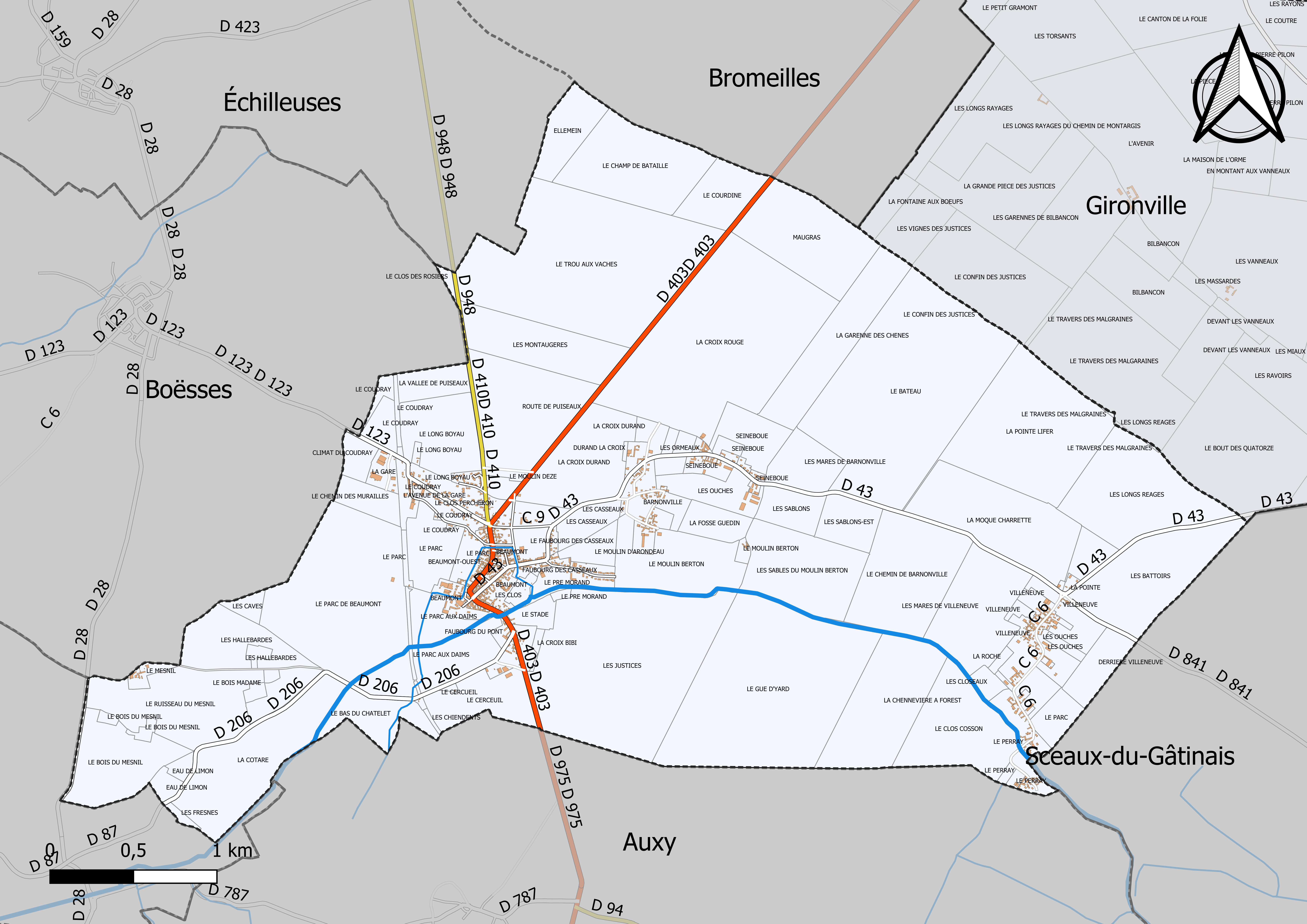
Carte du cadastre de la commune de Gironville.

La commune compte 145 voies dont  116 lieux-dits administratifs répertoriés.
Les plus importants sont le Mesnil, Villeneuve, le Perray, Barnonville et Seine-Boué.

### Logement
En 2014, le nombre total de logements dans la commune était de 550 (dont 93,5 % de maisons et 5,8 % d’appartements).
Parmi ces logements, 76,1 % étaient des résidences principales, 12,8 % des résidences secondaires et 11,1 % des logements vacants.
La part des ménages propriétaires de leur résidence principale s’élevait à 83,2 %.

### Voies de communication et transports

#### Voies de communication
La  section de Malesherbes à Montargis de la ligne ferroviaire de Villeneuve-Saint-Georges à Montargis traverse, du nord au sud, le territoire de la commune. Cette section de la ligne n'est plus exploitée.
Plusieurs routes départementales relient Beaumont-du-Gâtinais aux communes voisines :
- la D 43, à Boësse, à l'ouest ; à Gironville et Sceaux-du-Gâtinais, à l'est ;
- la D 206, à Gaubertin, au sud-ouest ;
- la D 410, à Échilleuses, au nord ;
- la D 403, à Bromeilles, au nord-est ; à Auxy, au sud.

#### Transports
La gare de Beaumont - Boësses, située sur le territoire de la commune, n'est plus exploitée depuis 1971.
Beaumont-du-Gâtinais est desservie par une ligne du réseau de bus Vallée du Loing - Nemours :  la ligne 13C, qui relie Beaumont-du-Gâtinais à Saint-Pierre-lès-Nemours.

## Toponymie
Le nom de la localité est mentionné sous la forme Biaumont le Bois en Gastinais en 1302, ; Beaumont en 1801, Beaumont-du-Gâtinais en 1895 ; Bellus Mons vers 1350 (Pouillé) ; Beaumont le Boys en 1367, et 1539, ; Beaumont en 1801, Beaumont-du-Gâtinais en 1895.
Le nom de la ville, Beaumont, est la contraction de « beau mont ». Le nom évoquerait sa situation dominante sur les vallées des environs.
Le Gâtinais est un ancien comté et une région naturelle s'étendant sur le territoire des départements du Loiret, de Seine-et-Marne et de l'Essonne et de l'Yonne.

## Histoire
En 1789, Beaumont-en-Gâtinais faisait partie de l'élection de Nemours et de la généralité de Paris et était régi par la coutume de Lorris-Montargis ; l'église paroissiale, appartenant au diocèse de Sens, doyenné du Gâtinais, était sous l'invocation de saint Barthélemy ; l'archevêque de Sens en était le collateur.

## Politique et administration

### Tendances politiques et résultats

#### Élections nationales
- Élection présidentielle de 2017[40]: 29,17 % pour Emmanuel Macron (REM), 34,50 % pour Marine Le Pen (FN), 73,49 % de participation.

### Liste des maires
| Période                                  | Période       | Identité                       | Étiquette | Qualité                 |
| ---------------------------------------- | ------------- | ------------------------------ | --------- | ----------------------- |
| Les données manquantes sont à compléter. |               |                                |           |                         |
| 1800                                     |               | Jean Fonce                     |           |                         |
| 1800                                     |               | Alexandre Renard               |           |                         |
| 1802                                     |               | Louis Saint Georges            |           |                         |
| 1804                                     |               | Pierre Pierre                  |           |                         |
| 1806                                     |               | M Pommier                      |           |                         |
| 1815                                     |               | Jean-Baptiste Chénard-Fréville |           |                         |
| 1830                                     |               | Paul Cocteau                   |           | Notaire                 |
| 1836                                     |               | Pierre Auvray                  |           | officier de l'Empire    |
| 1846                                     |               | Alphonse Brunard               |           |                         |
| 1854                                     |               | François Robert                |           |                         |
| 1867                                     |               | Antoine Bouchet                |           |                         |
| 1870                                     |               | François Chevrat               |           |                         |
| 1872                                     |               | François Robert                |           | juge de paix            |
| 1878                                     |               | Gustave Vavasseur              |           | notaire                 |
| 1885                                     |               | Etienne Popelin                |           | quincailler             |
| 1897                                     |               | Maximilien Revert              |           | instituteur             |
| 1902                                     |               | Auguste Moreau                 |           | propriétaire            |
| mars 2001                                | novembre 2021 | Hugues Moncel                  | DVD       | Travailleur indépendant |
| Novembre 2021                            | En cours      | Nicolas Pozo.                  |           |                         |

## Équipements et services

### Eau et assainissement
L’organisation de la distribution de l’eau potable, de la collecte et du traitement des eaux usées et pluviales relève des communes. La loi NOTRe de 2015 a accru le rôle des EPCI à fiscalité propre en leur transférant cette compétence. Ce transfert devait en principe être effectif au 1er janvier 2020, mais la loi Ferrand-Fesneau du 3 août 2018 a introduit la possibilité d’un report de ce transfert au 1er janvier 2026,.

#### Assainissement des eaux usées
En 2020, la commune de Beaumont-du-Gâtinais gère le service d’assainissement collectif (collecte, transport et dépollution) en régie directe, c’est-à-dire avec ses propres personnels.
L’assainissement non collectif (ANC) désigne les installations individuelles de traitement des eaux domestiques qui ne sont pas desservies par un réseau public de collecte des eaux usées et qui doivent en conséquence traiter elles-mêmes leurs eaux usées avant de les rejeter dans le milieu naturel. La commune assure le service public d'assainissement non collectif (SPANC), qui a pour mission de vérifier la bonne exécution des travaux de réalisation et de réhabilitation, ainsi que le bon fonctionnement et l’entretien des installations,.

#### Eau potable
En 2020, l'alimentation en eau potable est assurée par le commune qui gère le service en régie,.
Les nappes de Beauce et du Champigny sont classées en zone de répartition des eaux (ZRE), signifiant un déséquilibre entre les besoins en eau et la ressource disponible. Le changement climatique est susceptible d’aggraver ce déséquilibre. Ainsi afin de renforcer la garantie d’une distribution d’une eau de qualité en permanence sur le territoire du département, le troisième Plan départemental de l’eau signé, le 3 octobre 2017, contient un plan d’actions afin d’assurer avec priorisation la sécurisation de l’alimentation en eau potable des Seine-et-Marnais. À cette fin a été préparé et publié en décembre 2020 un schéma départemental d’alimentation en eau potable de secours dans lequel huit secteurs prioritaires sont définis. La commune fait partie du secteur Beauce.

## Population et société

### Démographie
L'évolution du nombre d'habitants est connue à travers les recensements de la population effectués dans la commune depuis 1793. Pour les communes de moins de 10 000 habitants, une enquête de recensement portant sur toute la population est réalisée tous les cinq ans, les populations de référence des années intermédiaires étant quant à elles estimées par interpolation ou extrapolation. Pour la commune, le premier recensement exhaustif entrant dans le cadre du nouveau dispositif a été réalisé en 2006.

En 2022, la commune comptait 1 136 habitants, en évolution de −1,82 % par rapport à 2016 (Seine-et-Marne : +3,92 %, France hors Mayotte : +2,11 %).
| 1793  | 1800  | 1806  | 1821  | 1831  | 1836  | 1841  | 1846  | 1851  |
| ----- | ----- | ----- | ----- | ----- | ----- | ----- | ----- | ----- |
| 1 150 | 1 197 | 1 111 | 1 392 | 1 524 | 1 504 | 1 480 | 1 575 | 1 605 |

| 1856  | 1861  | 1866  | 1872  | 1876  | 1881  | 1886  | 1891  | 1896  |
| ----- | ----- | ----- | ----- | ----- | ----- | ----- | ----- | ----- |
| 1 542 | 1 513 | 1 670 | 1 517 | 1 502 | 1 428 | 1 416 | 1 357 | 1 375 |

| 1901  | 1906  | 1911  | 1921  | 1926  | 1931  | 1936  | 1946 | 1954  |
| ----- | ----- | ----- | ----- | ----- | ----- | ----- | ---- | ----- |
| 1 367 | 1 322 | 1 277 | 1 160 | 1 189 | 1 134 | 1 050 | 992  | 1 009 |

| 1962 | 1968 | 1975 | 1982 | 1990 | 1999 | 2006  | 2011  | 2016  |
| ---- | ---- | ---- | ---- | ---- | ---- | ----- | ----- | ----- |
| 970  | 889  | 869  | 868  | 909  | 981  | 1 095 | 1 159 | 1 157 |

| 2021  | 2022  | - | - | - | - | - | - | - |
| ----- | ----- | - | - | - | - | - | - | - |
| 1 155 | 1 136 | - | - | - | - | - | - | - |

### Enseignement
Beaumont-du-Gâtinais dispose d’une école primaire située au 14 rue de l'Hôtel-de-Ville. Cet établissement public, inscrit sous le code UAI (Unité administrative immatriculée) : 0770133B, comprend 128 élèves  (chiffre du ministère de l'Éducation nationale).
La commune dépend de l'académie de Créteil ; pour le calendrier des vacances scolaires, Beaumont-du-Gâtinais est en zone C.

## Économie

### Revenus de la population et fiscalité
Le nombre de ménages fiscaux en 2013 était de 429 et la  médiane du revenu disponible par unité de consommation  de 20 528 €.

### Emploi
En 2014, le nombre total d’emploi au lieu de travail était de 237.
Le taux d’activité de la population âgée de 15 à 64 ans s'élevait à 80,1 % contre un taux de chômage de 14,7 %.

### Secteurs d'activité
Au 31 décembre 2017, Beaumont-du-Gâtinais compte 28 établissements actifs : 1 dans l'agriculture, 3 dans l'industrie, 7 dans la construction, 13 dans le commerce et les services et 4 dans le secteur administratif.
En 2018, la commune était classée en zone de revitalisation rurale (ZRR), un dispositif visant à aider le développement des territoires ruraux principalement à travers des mesures fiscales et sociales. Des mesures spécifiques en faveur du développement économique s'y appliquent également. Le classement des communes en ZRR était valable jusqu’au 31 décembre 2020,.

#### Agriculture
Beaumont-du-Gâtinais est dans la petite région agricole dénommée le « Gâtinais », à l'extrême sud-ouest du département, s'étendant sur un large territoire entre la Seine et la Loire sur les départements du Loiret, de Seine-et-Marne, de l'Essonne et de l'Yonne. En 2010, l'orientation technico-économique de l'agriculture sur la commune est diverses cultures (hors céréales et oléoprotéagineux, fleurs et fruits).
Si la productivité agricole de la Seine-et-Marne se situe dans le peloton de tête des départements français, le département enregistre un double phénomène de disparition des terres cultivables (près de 2 000 ha par an dans les années 1980, moins dans les années 2000) et de réduction d'environ 30 % du nombre d'agriculteurs dans les années 2010. Cette tendance se retrouve au niveau de la commune où le nombre d’exploitations est passé de 38 en 1988 à  à 16 en 2010. Parallèlement, la taille de ces exploitations augmente, passant de 57 ha en 1988 à 124 ha en 2010.
Le tableau ci-dessous présente les principales caractéristiques des exploitations agricoles de Beaumont-du-Gâtinais, observées sur une période de 22 ans : 
|                                      | 1988  | 2000  | 2010  |
| ------------------------------------ | ----- | ----- | ----- |
| Dimension économique,                |       |       |       |
| Nombre d’exploitations (u)           | 38    | 22    | 16    |
| Travail (UTA)                        | 54    | 31    | 22    |
| Surface agricole utilisée (ha)       | 2 171 | 2 145 | 1 983 |
| Cultures                             |       |       |       |
| Terres labourables (ha)              | 2 139 | 2 145 | 1 974 |
| Céréales (ha)                        | 1 553 | 1 472 | 1 292 |
| dont blé tendre (ha)                 | 787   | 786   | 557   |
| dont maïs-grain et maïs-semence (ha) | 111   | 95    | 24    |
| Tournesol (ha)                       | 136   | s     | 81    |
| Colza et navette (ha)                | 35    | s     | 184   |
| Élevage                              |       |       |       |
| Cheptel (UGBTA)                      | 331   | 285   | 374   |

## Culture locale et patrimoine

### Lieux et monuments
- L'église Saint-Barthélemy, classée au titre des monuments historiques[60] (XIIIe – XVIe siècles).
- Les halles et ses greniers, classées au titre des monuments historiques[61] (XVIIIe siècle).
- Les vestiges de l'ancien château de Beaumont-du-Gâtinais, inscrit au titre des monuments historiques[62] (XVIIe siècle).
- Fossés défensifs alimentés par le Fusain.

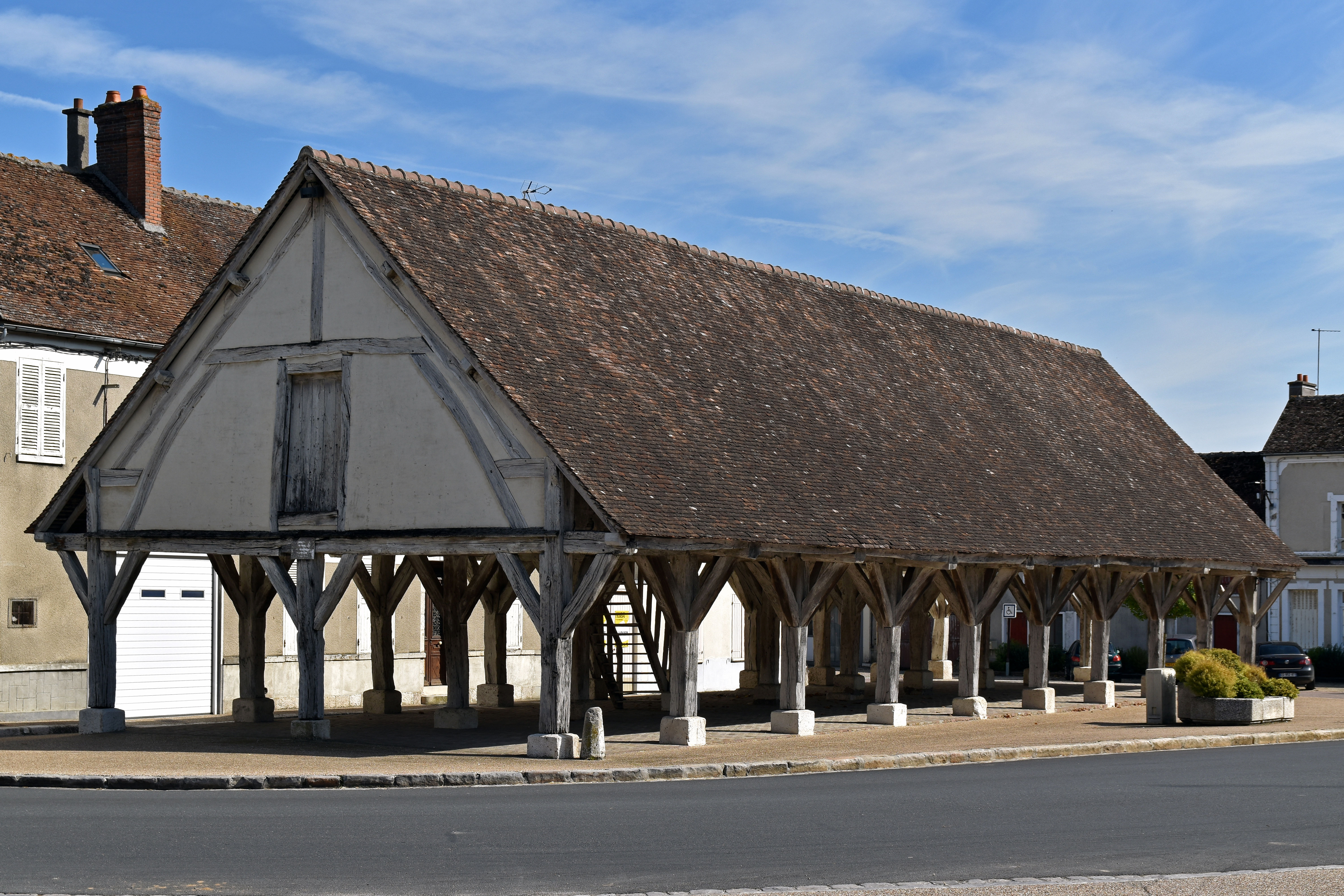
Les halles.
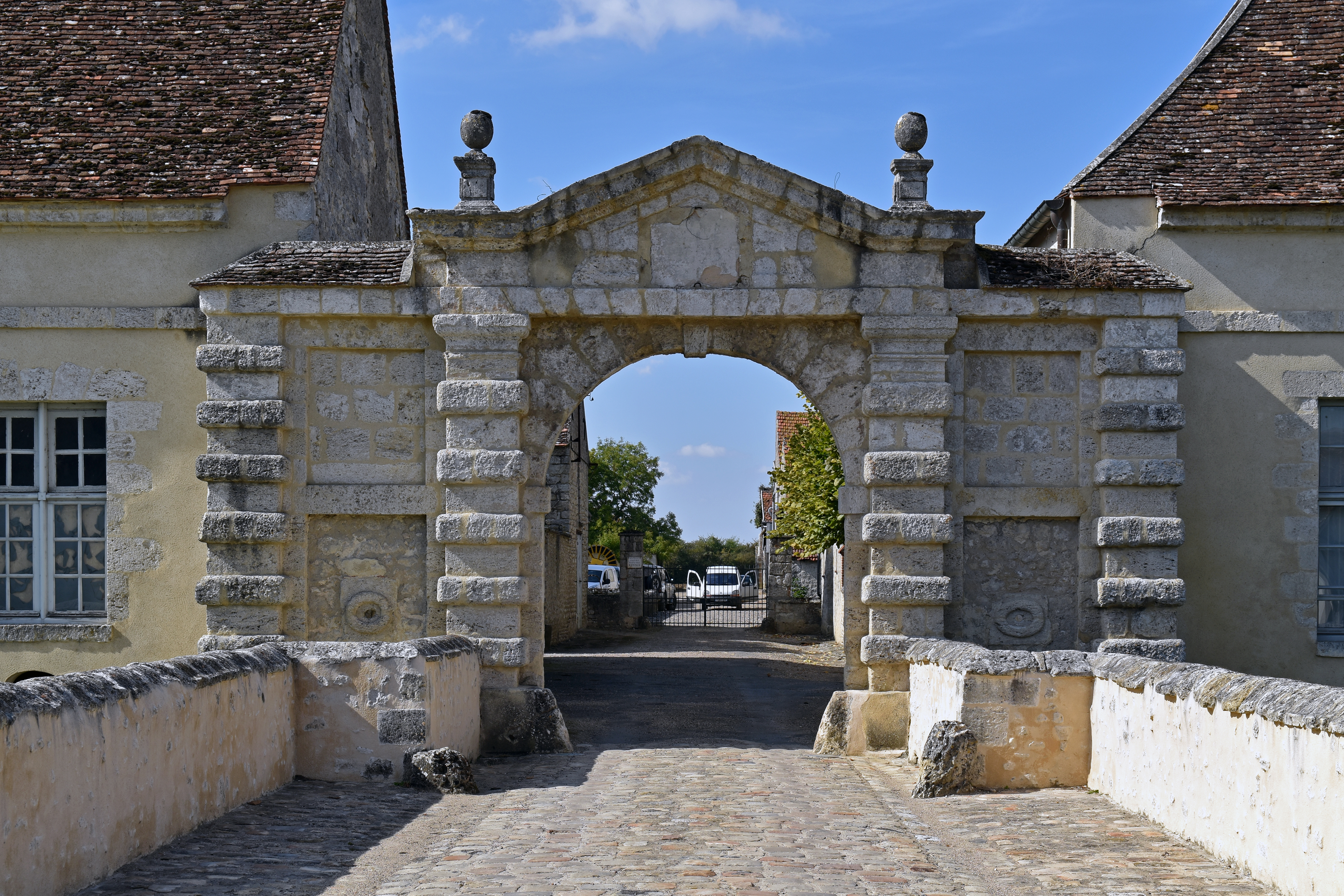
Porte de l'ancien château.
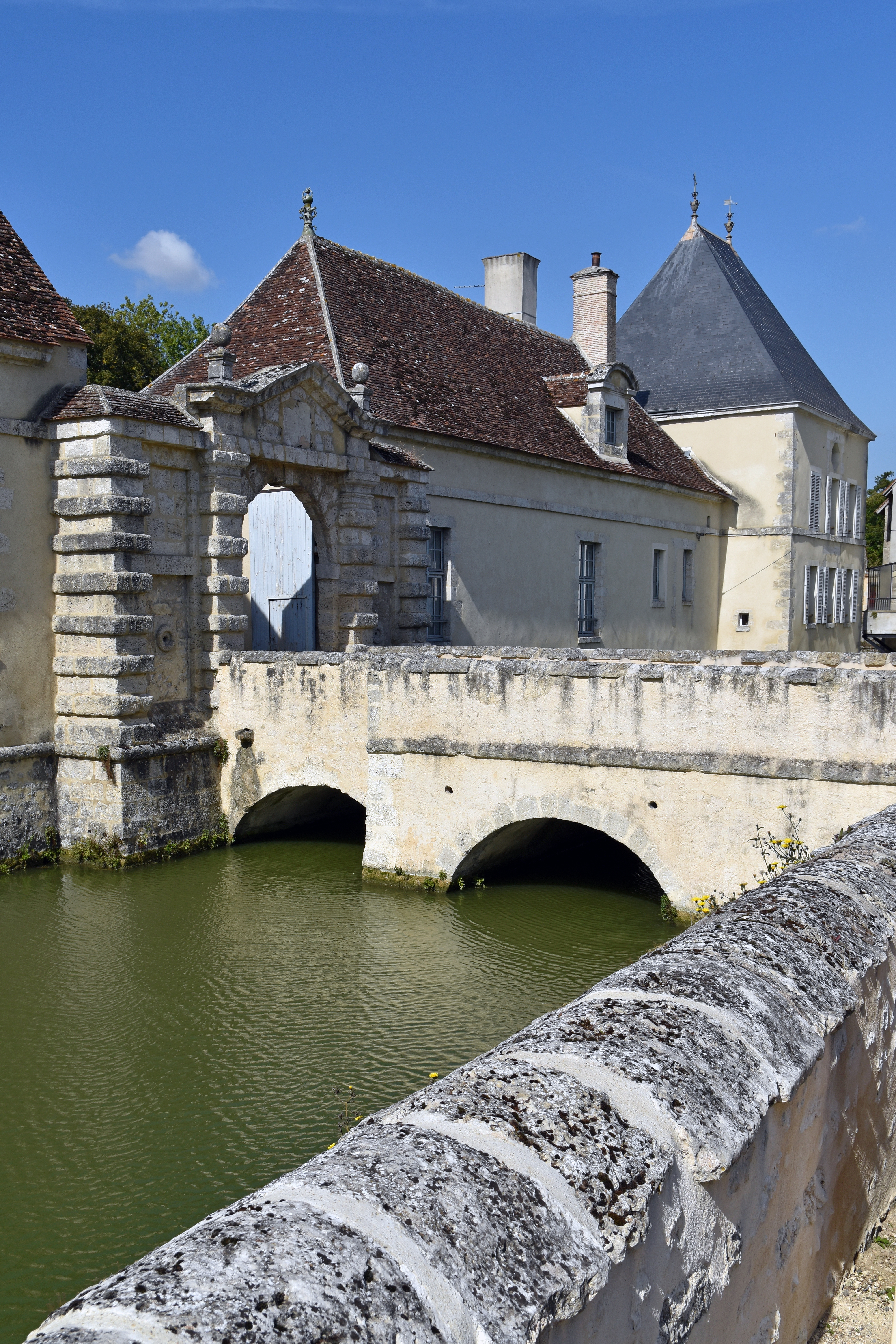
Bâtiments et douves de l'ancien château.
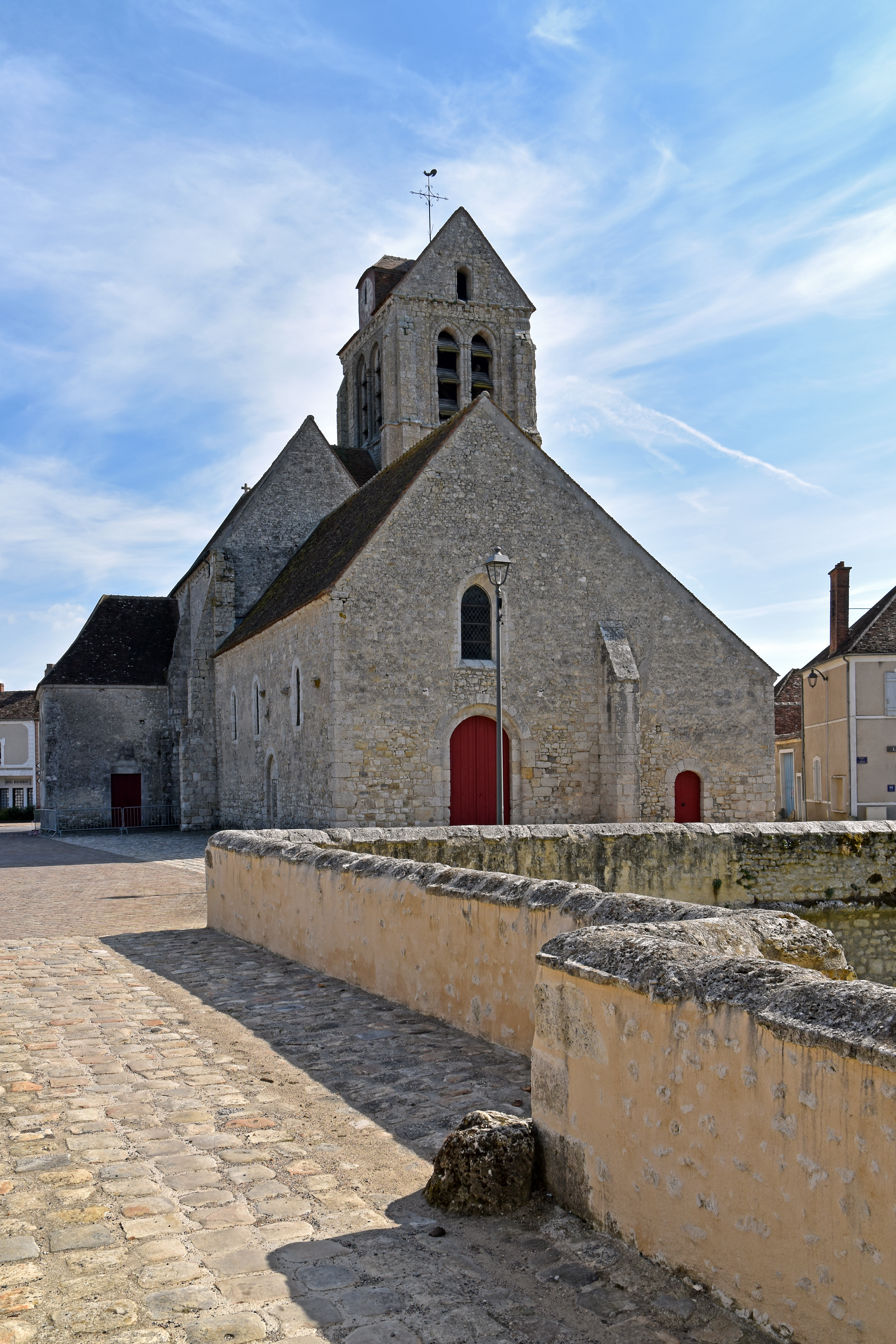
Église Saint-Barthélemy.
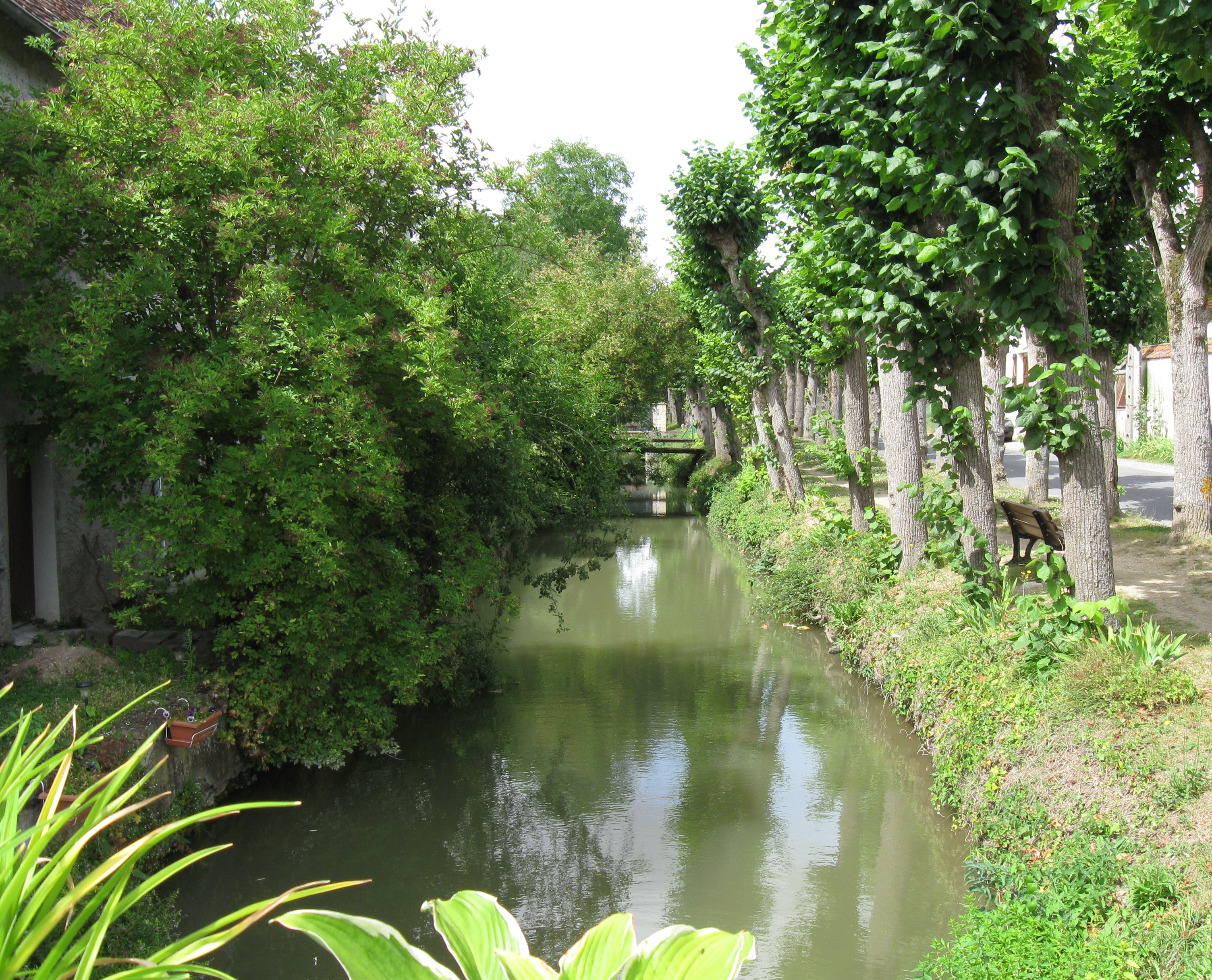
Fossés défensifs.

### Personnalités liées à la commune
- La famille de Beaumont-Gâtinais, lignée de seigneurs de Beaumont-du-Gâtinais au Moyen Âge.
- Achille de Harlay, (1536-1616), comte de Beaumont, Premier président du parlement de Paris de 1582 à 1611.
- Mlle de Jouvenel, fille de l'écrivain Colette a vécu à Beaumont jusque dans les années 1980.
- Christian Louis de Montmorency-Luxembourg (1675-1746), maréchal de France.